# アドリアン・クヌップ
アドリアン・クヌップ（Adrian Knup、1968年7月2日 - ）は、スイス出身の元サッカー選手。ポジションはFW。

## 来歴
シュトゥットガルト時代には、2シーズン連続してブンデスリーガ1部で二桁得点を決めた。カールスルーエではUEFAカップで準決勝まで勝ち上がった。ブンデスリーガ通算では91試合30得点を記録した。その後、ガラタサライで短期プレーした後、バーゼルに複帰し、引退までプレーした。
ワールドカップUSA大会予選では5得点を挙げ、本大会では3試合に出場、グループリーグのルーマニア戦で2得点を決めた。

## タイトル
- スイス年間最優秀サッカー選手賞 : 1991
- DFLスーパーカップ : 1992